# Виктория Силвстед
Вижте пояснителната страница за други личности с името Виктория.
Карън Виктория Силвстед (на шведски: Karen Victoria Silvstedt) е шведски фотомодел, актриса, певица и телевизионна водеща.

## Биография
Виктория Силвстед е родена на 19 септември 1974 година в Шелефтео, Швеция. В ранните си години се занимава със спорт и до 16-годишна възраст е включена в състава на шведския национален ски отбор. Сериозна травма в рамото води до преустановяване на спортната и кариера.

## Кариера

### Кариера като модел
Силвстед се състезава в конкурса „Мис Швеция“ през 1993 година и завършва на второ място. Впоследствие тя сключва договор с парижки агент на модели и започва кариера в областта на висшата мода, като работи за различни компании. През 1996 г. тя става „Плеймейт на месеца“ за декемврийското издание на списание Playboy. През следващата, 1997 г., Силвстед е избрана за „Плеймейт на годината“. Силвстед продължава моделиране в международен план, включени в редица списания, включително и FHM, Glamour, GQ, Maxim и Vanity Fair, и да работят за различни марки.

### Певческа кариера
Силвстед твърди, че любимото и хоби е да пее и през 1999 г. записва албум, наречен Girl on the Run, издаден от EMI, със синглите Rocksteady Love, Hello Hey и Party Line. Силвстед е каза, че обича пеене, но тя не може да направи един пълен работен ден кариера от него.

### Актьорска кариера
Силвстед работи като актриса и се появява в няколко холивудски телевизионни сериали като Melrose Place. Силвстед има гост-изяви в холивудски филми, включително BASEketball, The Independent, Out Cold и Boat Trip. Силвстед също участва във филми и телевизионни серии в различни европейски страни, особено в Италия.

### Телевизия представяния
Силвстед работи като стюардеса на „Колелото на късмета“ във Франция и в Италия. През 2010 г. Силвстед домакин собствените си телевизионна програма Sport by Victoria на Eurosport по време на Зимни олимпийски игри 2010. Програмата въведени различни зимни спортове, и това е направено на английски език и френски език.

### Риалити
Силвстед участва в риалити шоу за самата нея, наречено Victoria Silvstedt: My Perfect Life, което излъчва във Великобритания, Латинска Америка, Австралия и САЩ. Първият сезон обхваща нейните лични и професионалния живот, след нея за Монако, Кан, Париж, Рим, Лондон, Хелзинки, Стокхолм, Лос Анджелис и Ню Йорк.

## Личен живот
Силвстед се срещна с Крис Враг през 1997 г., те са ангажирани в навечерието на Коледа през 1998 г., и се омъжва през 2000. Силвстед и Враг живее в Санта Моника и Хюстън в продължение на няколко години, преди да се премести в Ню Йорк в района на СоХо през 2004 година. Те се разделят през 2007 година, но не са разведени.
Виктория Силвстед владее шведски, английски, френски и италиански език.

## Дискография

### Албуми
- Girl on the Run (1999)

### Сингли
- Rocksteady Love (1999)
- Hello Hey (1999)
- Party Line (1999)
- Saturday Night (2010)

## Филмография
- BASEketball (1998)
- Melrose Place (телевизионен сериал) (1999)
- Ivans XTC (2000)
- The Independent (2000)
- She Said I Love You (2001)
- Out Cold (2001)
- Cruel Game (2001)
- Boat Trip (2002)
- Beach Movie (2003)